# Blow (film)
Blow – amerykański dramat biograficzny z 2001 roku w reżyserii Teda Demmego.

## Fabuła
W jednej z początkowych scen filmu bohater uczestniczy w rodzinnej kłótni. Matka wydziera się na ojca, że ten obiecywał jej złote góry, a tymczasem żyją prawie jak nędzarze. Pokorny ojciec prosi żonę by nie awanturowała się przy dziecku. Kamera obserwuje młodego bohatera, który teraz właśnie myśli: „moje życie będzie wyglądało inaczej”.
Sposobem na inne życie dla George’a Junga (Johnny Depp) stają się narkotyki. Na początek zajmuje się rozprowadzaniem trawki wśród kalifornijskiej młodzieży. Przyłapany przez policję trafia na krótko za kratki. W więzieniu poznaje człowieka, który zna lepszy sposób niż marihuana. Ten sposób to kokaina. George szybko wraz z Diego Delgado tworzą małe imperium. Podczas jednej z podróży do Kolumbii George poznaje samego Pabla Escobara, narkotykowego barona. Zyski z przerzutów kokainy do Ameryki są tak duże, że George i Diego nie są w stanie pomieścić zarobionej forsy w całkiem sporym mieszkaniu. Podczas jednej z imprez wśród narkotykowych bossów George poznaje piękną Mirthe (Penelope Cruz).
Problem polega tylko na tym, że FBI tylko czeka na fałszywy krok. George prawie cały czas jest naćpany więc na fałszywy krok nie trzeba czekać długo. Zaczynają się kłopoty i od razu drastycznie zmniejsza się liczba osób zainteresowanych znajomością z George’em. Najpierw opuszczają go kumple dealerzy, odwraca się od niego matka, na koniec zostawia go żona. George Jung zostaje sam.

## Obsada
- Johnny Depp – George Jung
- Penélope Cruz – Mirtha
- Franka Potente – Barbara
- Rachel Griffiths – Ermine Jung
- Paul Reubens – Derek Foreal
- Jordi Mollà – Diego Delgado
- Cliff Curtis – Escobar
- Miguel Sandoval – Augusto Oliveras
- Ethan Suplee – Tuna
- Ray Liotta – Fred Jung
- Kevin Gage – Leon Minghella
- Max Perlich – Kevin Dulli
- Jesse James – Młody George
- Miguel Pérez – Alessandro
- Dan Ferro – Cesar Toban

## Produkcja
- Zdjęcia kręcono w Kalifornii (Los Angeles, Pasadena, Ontario), a także w Chicago i w Meksyku (stan Morelos, Acapulco w stanie Guerrero)[1].

- Johnny Depp przed kręceniem filmu odwiedził George’a Junga w więzieniu.

## Odbiór krytyczny
Film otrzymał mieszane recenzje; serwis Rotten Tomatoes przyznał mu wynik 55%.